# Jourdan Delacruz
Jourdan Elizabeth Delacruz (Dallas, 20 de mayo de 1998) es una deportista estadounidense que compite en halterofilia. Ganó una medalla de bronce en el Campeonato Mundial de Halterofilia de 2023, en la categoría de 49 kg.

## Palmarés internacional
| Campeonato Mundial | Campeonato Mundial    | Campeonato Mundial | Campeonato Mundial |
| Año                | Lugar                 | Medalla            | Categoría          |
| ------------------ | --------------------- | ------------------ | ------------------ |
| 2023               | Riad (Arabia Saudita) | Medalla de bronce  | 49 kg              |